# Marianne Brandt
Marianne Brandt, właśc. Marie Bischof (ur. 12 września 1842 w Wiedniu, zm. 9 lipca 1921 tamże) – austriacka śpiewaczka operowa, kontralt.

## Życiorys
W latach 1862–1866 kształciła się w Konserwatorium Wiedeńskim, następnie w latach 1869–1870 odbyła uzupełniające studia u Pauline Viardot w Baden-Baden. Debiutowała w 1867 roku w Ołomuńcu jako Rachela w Żydówce Jacques’a Fromental Halévy’ego. Od 1868 do 1886 roku związana była z Königliche Oper w Berlinie. Kreowała rolę Amneris podczas berlińskiej prapremiery Aidy (1874).
W 1872 roku śpiewała w Londynie. Dwukrotnie wystąpiła na festiwalu w Bayreuth – w roku 1876 (Waltrauta w Zmierzchu bogów) i 1882 (Kundry w Parsifalu). Rolą Leonory w Fideliu debiutowała w 1884 roku na deskach nowojorskiej Metropolitan Opera, w której występowała do 1888 roku. Była pierwszą amerykańską odtwórczynią ról wagnerowskich: Fryki w Walkirii, Brangeny w Tristanie i Izoldzie, Erdy w Złocie Renu. Występowała też w operach Giuseppe Verdiego i Giacoma Meyerbeera. Uczestniczyła w amerykańskich premierach oper Die Königin von Saba Károlya Goldmarka (1885, w roli Astaroth) i Euryanthe Carla Marii von Webera (1887, w roli Eglantyny). W 1890 roku osiadła w Wiedniu, gdzie zajęła się pracą pedagogiczną.
Dysponowała głosem o rozległej skali, umożliwiającym jej z powodzeniem wykonywanie partii zarówno sopranowych, jak i mezzosopranowych.